# Среди коллекционеров
«Среди́ коллекционе́ров» — русский советский ежемесячный художественный журнал (по редакторскому определению — «ежемесячник собирательства», затем «ежемесячник искусства и художественной старины»), издававшийся одноимённым издательством под руководством Ивана Ивановича Лазаревского в 1921—1924 годах в Москве. В эти годы это был практически единственный периодический журнал, посвящённый искусству и коллекционированию.
В первом номере, вышедшем в марте 1921 года (напечатан тиражом 150 экз. на печатной машинке), на титульном листе сказано:

Мы приступаем к выпуску нашего журнала с двоякой целью: при теперешней трудности пользоваться печатным станком Общество Любителей Старины, к которому наше издание особенно близко, лишено возможности оповещать своих членов, как о предстоящих лекциях, собраниях и аукционах, так равно и о внутренней жизни Общества, о мероприятиях Комитета и т. д. Наше издание в известной, конечно, степени если не устранит, то облегчит такое положение, и в каждом номере журнала читатель найдёт интересующие его сведения о жизни и деятельности Общества Любителей Старины.
Наше издание открывает свои столбцы и другим кружкам и обществам, преследующим те задачи, которые могут входить в кругозор журнала, — «Среди коллекционеров».
С другой стороны наше издание стремится создать связь между собирателями путём обмена вопросами и ответами относительно неясных вещей из собраний, предложением обмена вещей лишних, дублетов и т. п. на предметы, являющиеся необходимыми для того или иного собрания, и т. д. В нашем издании найдёт отклик и заграничная художественно-коллекционерская и антикварная жизнь, о которой мы почти совершенно не имеем сведений уже долгие годы. В скромных рамках переписываемого на пишущей машинке журнала мы начинаем наше дело в уверенности, что в дальнейшем, когда хозяйство страны окрепнет, журнал наш будет выходить из-под печатного станка.

В помощи собирателей, в их советах, указаниях и непосредственном их участии редакция «Среди коллекционеров» надеется черпать силы для достижения намеченной цели.— Ив. Лазаревский
По воспоминаниям искусствоведа и собирателя А. А. Сидорова: «Иван Иванович выступил тогда с совершенно какой-то, казалось, сумасшедшей мыслью: издание художественного журнала… Не было бумаги, не было типографий». И тем не менее журнал был создан и просуществовал четыре года.
Главным редактором журнала был Иван Иванович Лазаревский (1880—1948). Официально он занимал должность «редактор-издатель». Организовано издание было как печатный орган Общества любителей старины. Оформлением журнала занимался И. Рерберг. С журналом сотрудничали: В. Адарюков, Б. Виппер, Вс. Воинов, И. Грабарь, Э. Голлербах, П. Дульский, Д. Иванов, Е. Кругликова, Г. Лукомский, В. Лукомский, П. Муратов, П. Эттингер, А. Сидоров, В. Фалилеев, С. Чехонин, А. Некрасов, В. Охочинский, Б. Терновец, С. Тройницкий, Я. Тугендхольд, А. Эфрос, С. Яремич и др.
Всего за неполные четыре года существования выпущено 48 номеров в 29 оригинально оформленных обложках. Постоянные рубрики журнала освещали вопросы коллекционирования предметов искусства и художественной старины. Первый номер журнал был напечатан тиражом 150 экз., а к концу 1921 года тираж увеличился до 500 экз. Именно из-за малого тиража первых номеров 1921 года полный комплект журнала «Среди коллекционеров» на сегоднящний день является одним из самых редких среди журналов по искусству первой половиины XX века.
В 1992 году Общество коллекционеров России решило возобновить издание журнала «Среди коллекционеров», но состоялся только один выпуск.
В конце 2010 года журнал был возобновлён одноимённым издательством. Периодическое издание выходило четыре раза в год на протяжении нескольких[уточнить] лет.